# 老人增一
船尾座τ，又名CD-50 2415，HD 50310、SAO 234735、HR 2553，是船尾座的一颗恒星，视星等为2.93，位于銀經260.16，銀緯-20.86，其B1900.0坐标为赤經6h 47m 27.2s，赤緯-50° -20.86′ 43″。